# Elysia japonica
Elysia japonica is een slakkensoort uit de familie van de Plakobranchidae. De wetenschappelijke naam van de soort is voor het eerst geldig gepubliceerd in 1913 door Eliot.